# Vidomegon
Vidomegon (tradotto in italiano bambine presso qualcuno) è il nome che, in Benin, prendono le bambine di un'età compresa tra cinque e dodici anni affidate dalla famiglia a un tutore.

## La degenerazione della pratica tradizionale
La pratica tradizionale, che prevedeva un affidamento dei figli ad una comunità allargata con lo scopo di garantirne una migliore educazione e formazione a causa della povertà della famiglia di origine è degenerata a causa del progressivo impoverimento delle famiglie e si è trasformata in una piaga sociale: le bambine vengono praticamente vendute per pochi franchi per diventare manodopera gratuita per le famiglie di adozione.
Una volta adolescenti le ragazze diventano Vinonmegon ("non più presso qualcuno" in italiano) e vengono cacciate dai tutori perché il costo per mantenerle aumenta. Si ritrovano quindi senza legami sociali e senza educazione, con un bagaglio di abusi e l'infanzia negata.

## Diffusione e contrasto del fenomeno
Questo fenomeno è nato nell'Africa occidentale dove si è diffuso particolarmente..
Nel 2009 è stato pubblicato in Francia e in Italia un reportage di fotografie scattate da Alessia Capasso nel 2008 sull'attuale situazione del Vidomegon in Benin.
Alcuni progetti di lotta alla tratta delle vidomegon e per il recupero delle bambine sono portati avanti dal Governo del Benin con la collaborazione dell'UNHCR
e da varie associazioni laiche e religiose.